# لين فلاهوف
لين فلاهوف (بالإنجليزية: Len Vlahov) هو رامي القرص أسترالي، ولد في 29 يونيو 1940 في برث في أستراليا، وتوفي في 24 فبراير 1997.

## روابط خارجية
- لين فلاهوف على موقع النتائج التاريخية لألعاب القوى الأسترالية (الإنجليزية)